# Zamek Šternberk
Zamek Šternberk (cz. Hrad Šternberk, niem. Sternberg) – zabytkowy zamek w mieście Šternberk (Czechy).
Zamek zbudowany został w połowie XIII w. Pierwsza pisemna wzmianka znajduje się w dokumencie z 1269.  Biskup Albert ze Šternberka (1322–1380), arcybiskup Magdeburga, przekształcił zamek w swą główną rezydencję. W 1699 dobra kupił Jan Adam I Liechtenstein (1662–1712).

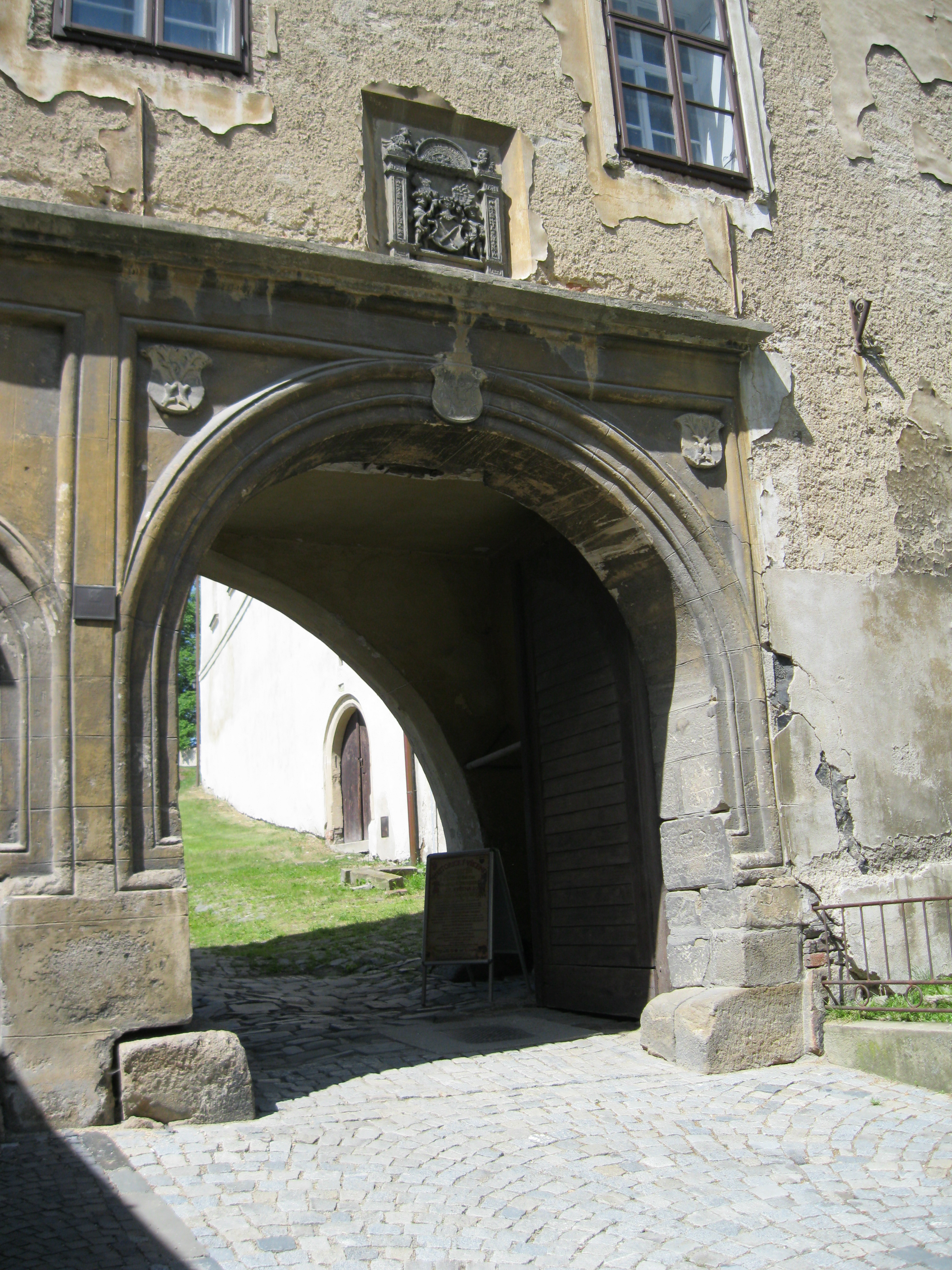
Brama z herbami Berków z Dubé
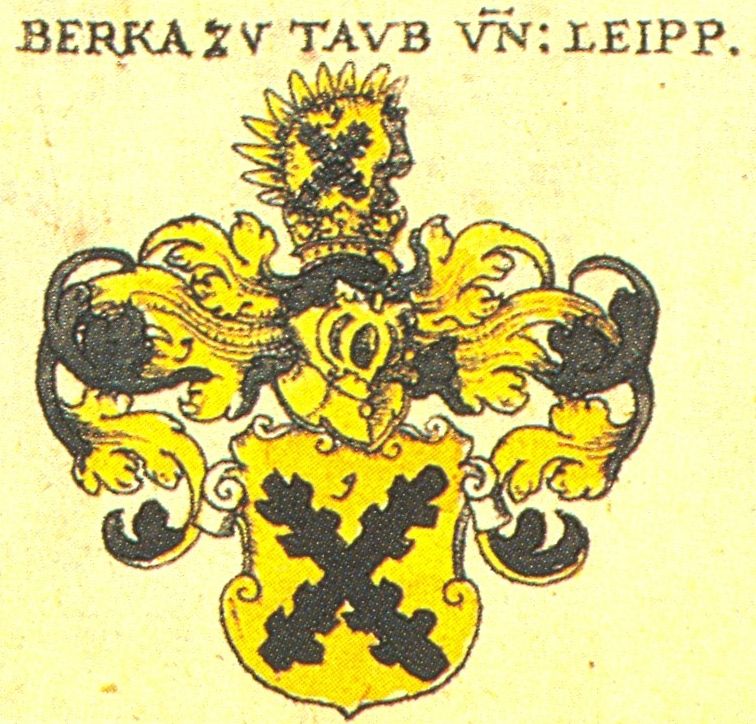
Herb Berków z Dubé
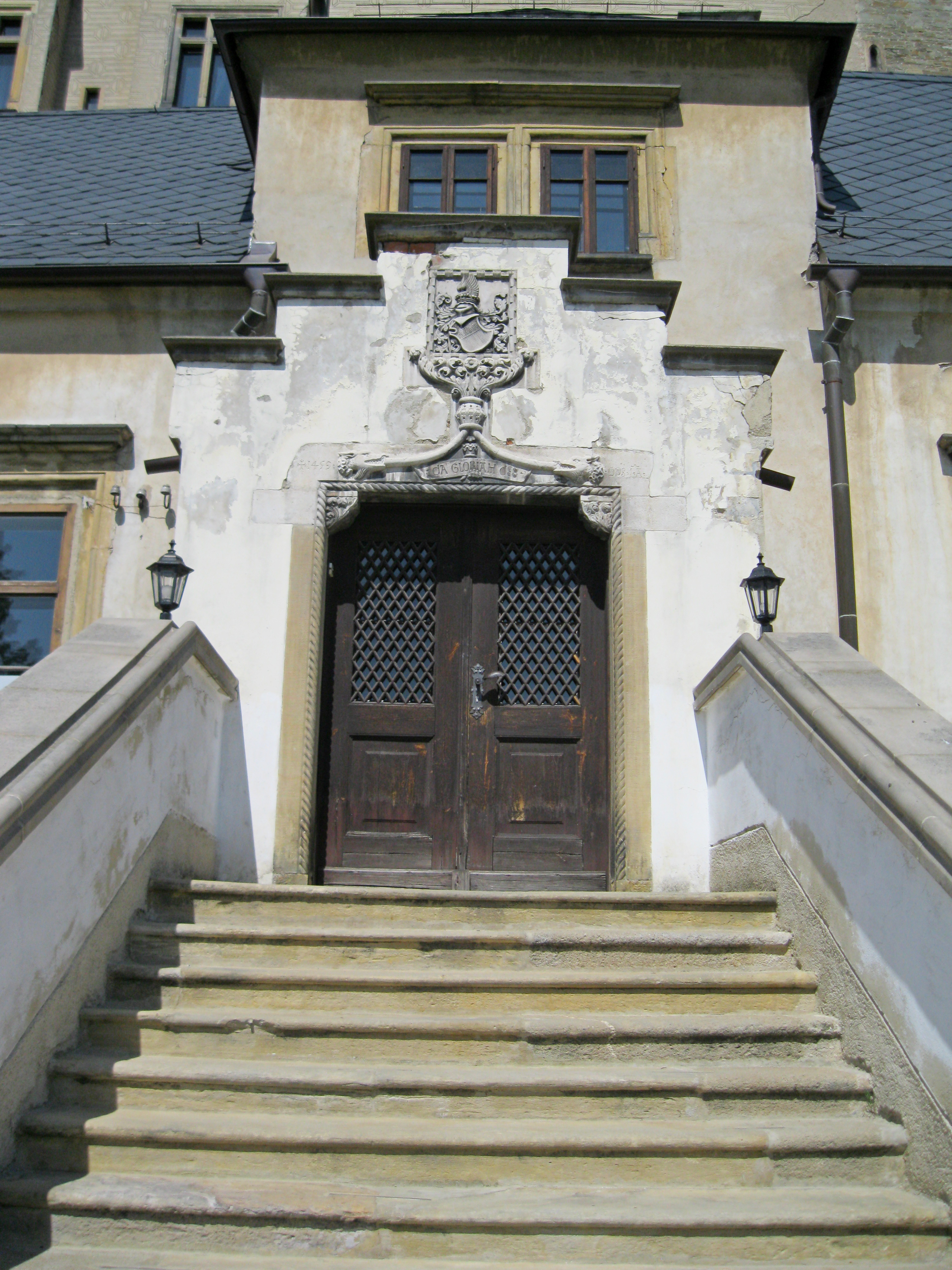
Wejście z herbem Jana Liechtensteina
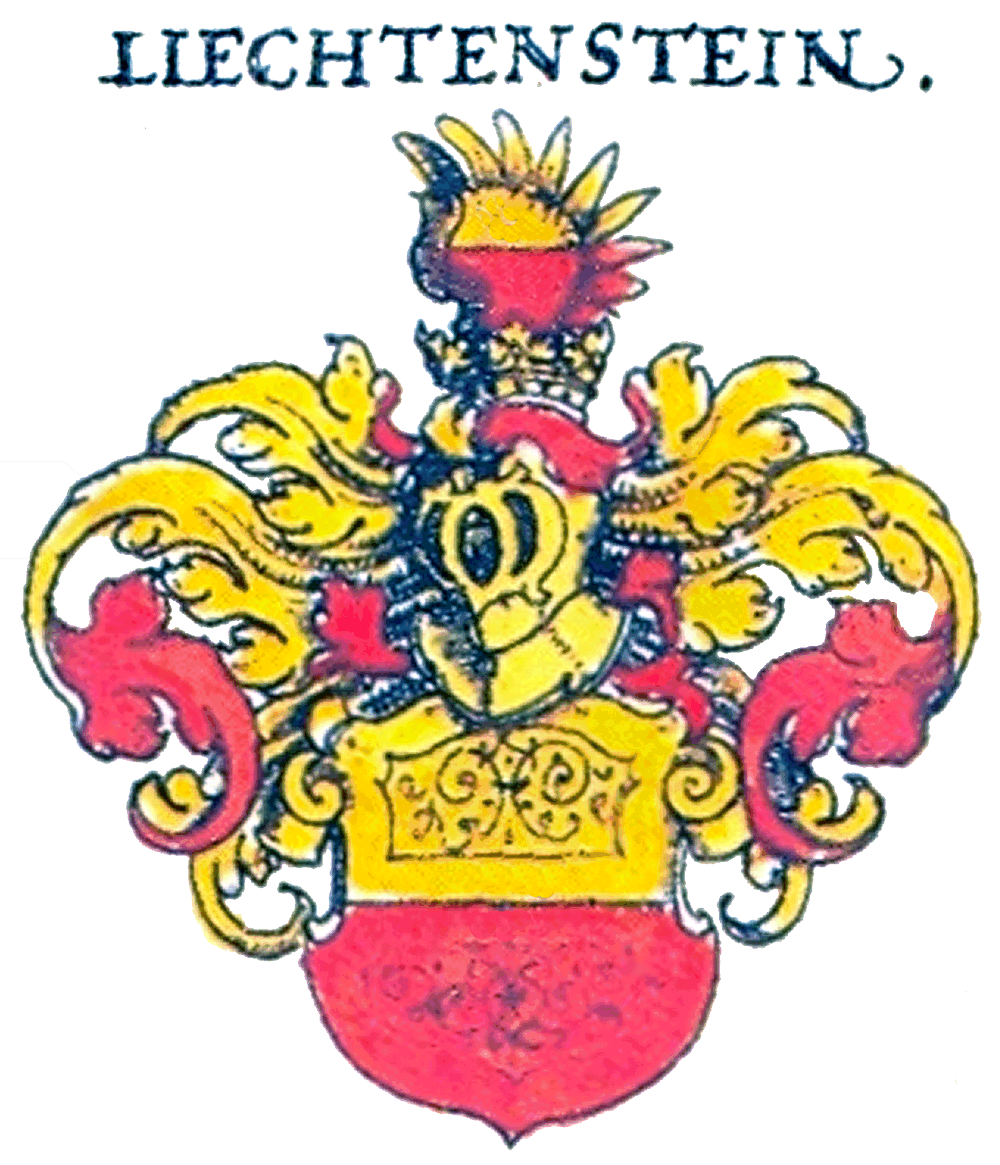
Herb Liechtensteinu
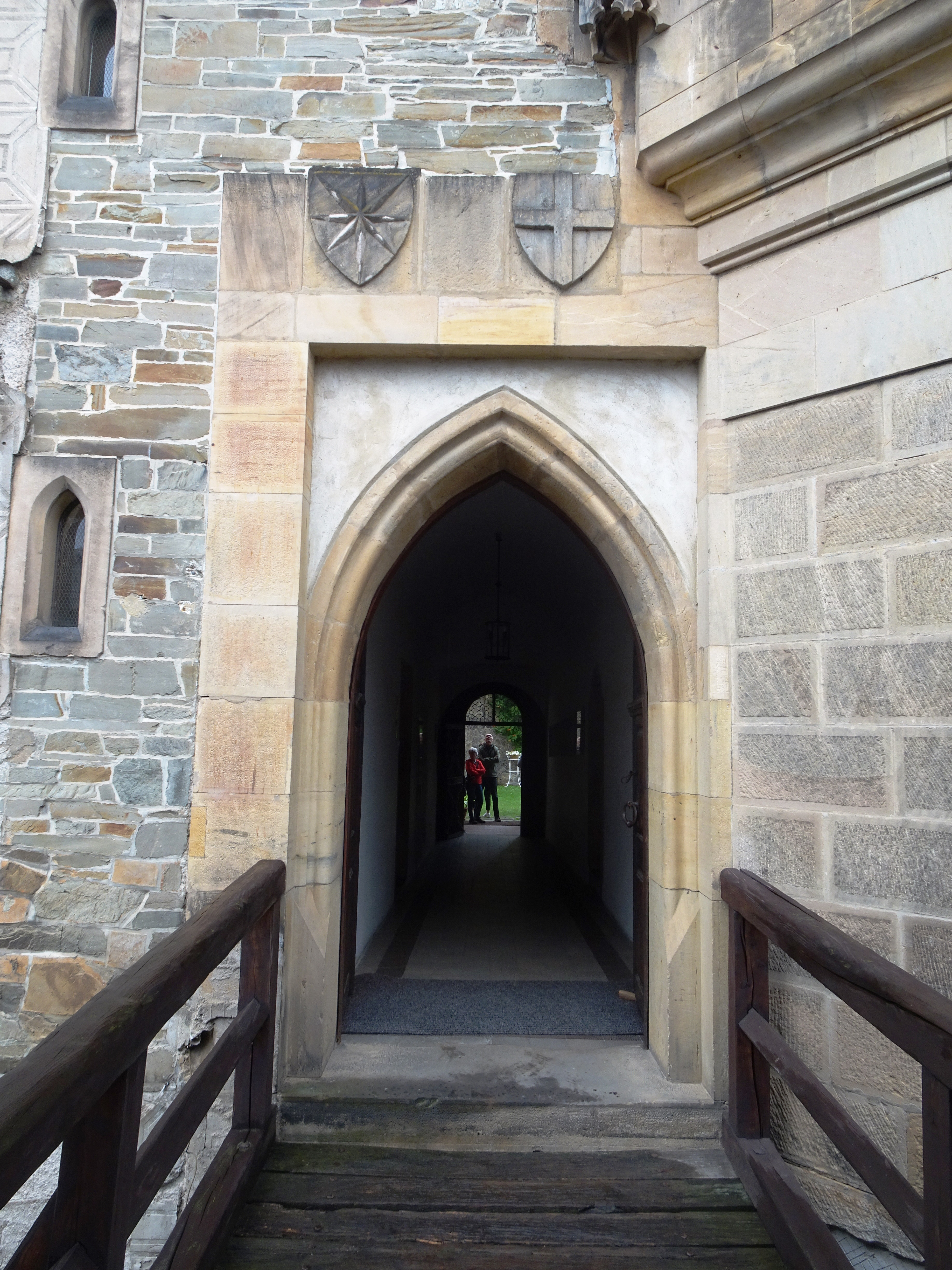
Herb bpa Alberta ze Šternberka
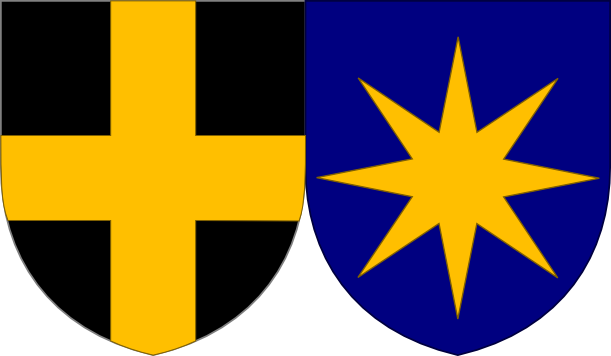
Herb bpa Alberta ze Šternberka(inne języki)